# Bjarni Tryggvason
Bjarni A. Tryggvason (Reykjavík, 21 de setembro de 1945 – Vancouver, 5 de abril de 2022) foi um astronauta canadense.

## Vida
Nascido na Islândia, cresceu em Vancouver, no Canadá, do qual tornou-se cidadão, formando-se em engenharia, matemática aplicada e dinâmica de fluidos. Em 1983, ele foi um dos seis astronautas selecionados pela Agência Espacial Canadense, atuando como especialista de carga reserva para o também canadense Steven MacLean, durante a missão STS-52 do ônibus espacial Endeavour, que foi ao espaço em novembro de 1992.
Tryggvason foi ao espaço em agosto de 1997 na STS-85 Discovery, como especialista de carga, numa missão de doze dias destinada a estudar as mudanças na atmosfera terrestre. Seu principal trabalho foi o de realizar experiências com a dinâmica de fluidos, para examinar a sensibilidade de líquidos às vibrações da espaçonave.
Em agosto de 1998 foi convidado pela NASA para participar da turma de especialistas de missão da classe de 1998 a ser treinada no Centro Espacial Lyndon Johnson, em Houston, Texas. Este curso consistiu em dois anos de treinamento acadêmico e físico para missões futuras, sendo a primeira turma da astronautas treinada para participar tanto de missões no ônibus espacial quanto na Estação Espacial Internacional.
Tryggvason passou os dez anos seguintes atuando em funções em terra, na área de engenharia, retirando-se da NASA e a da Agência Espacial Canadense em junho de 2008.
Em 6 de abril de 2022, a Agência Espacial Canadiana divulgou a morte de Tryggvason.